# Fidúcia
La fidúcia és el pacte pel qual una persona concedeix a una altra la titularitat d'un bé o d'un dret amb una finalitat determinada que sols les parts coneixen.
Troba el seu origen en el dret romà.

## Tipus

### Fidúcia amb el creditor(fiducia cum creditore)
La finalitat és donar garantia a un crèdit. El creditor manté la propietat fiduciària fins que s'extingeixi el deute. Quan s'entreguen coses mobles pot assemblar-se a la penyora.

### Fidúcia amb un amic(fiducia cum amico)
Amb aquesta figura s'entregaven a un amic les coses que podien ser embargades, confiscades o destruïdes. Amb el temps van obrir-se pas altres figures com el dipòsit o el comodat.